# HD 3719
HD3719 є хімічно пекулярною зорею спектрального класу
A1 й має видиму зоряну величину в
смузі V приблизно  6.9.